# Alperia
Alperia è una Società per azioni italiana, con sede a Bolzano, di produzione e fornitura di energia elettrica. La società è stata fondata nel gennaio 2016 dalla fusione delle società Etschwerke (AEW) e SEL, di proprietà della provincia autonoma di Bolzano e SELFIN.

## Azienda
Gestisce 34 centrali idroelettriche che utilizzano l'acqua delle montagne circostanti per produrre circa 4500 GWh di energia elettrica all'anno, oltre a sei impianti di cogenerazione a biomassa. Alperia inoltre serve nelle città di Bolzano, Merano, Chiusa, Lazfons, Sesto e Silandro con il teleriscaldamento. Tramite l'affiliata Edyna, gestisce 8630 km di rete elettrica. L'azienda è inoltre impegnata in due impianti fotovoltaici in Italia e nell'ampliamento dell'infrastruttura per veicoli elettrici.

## Centrali

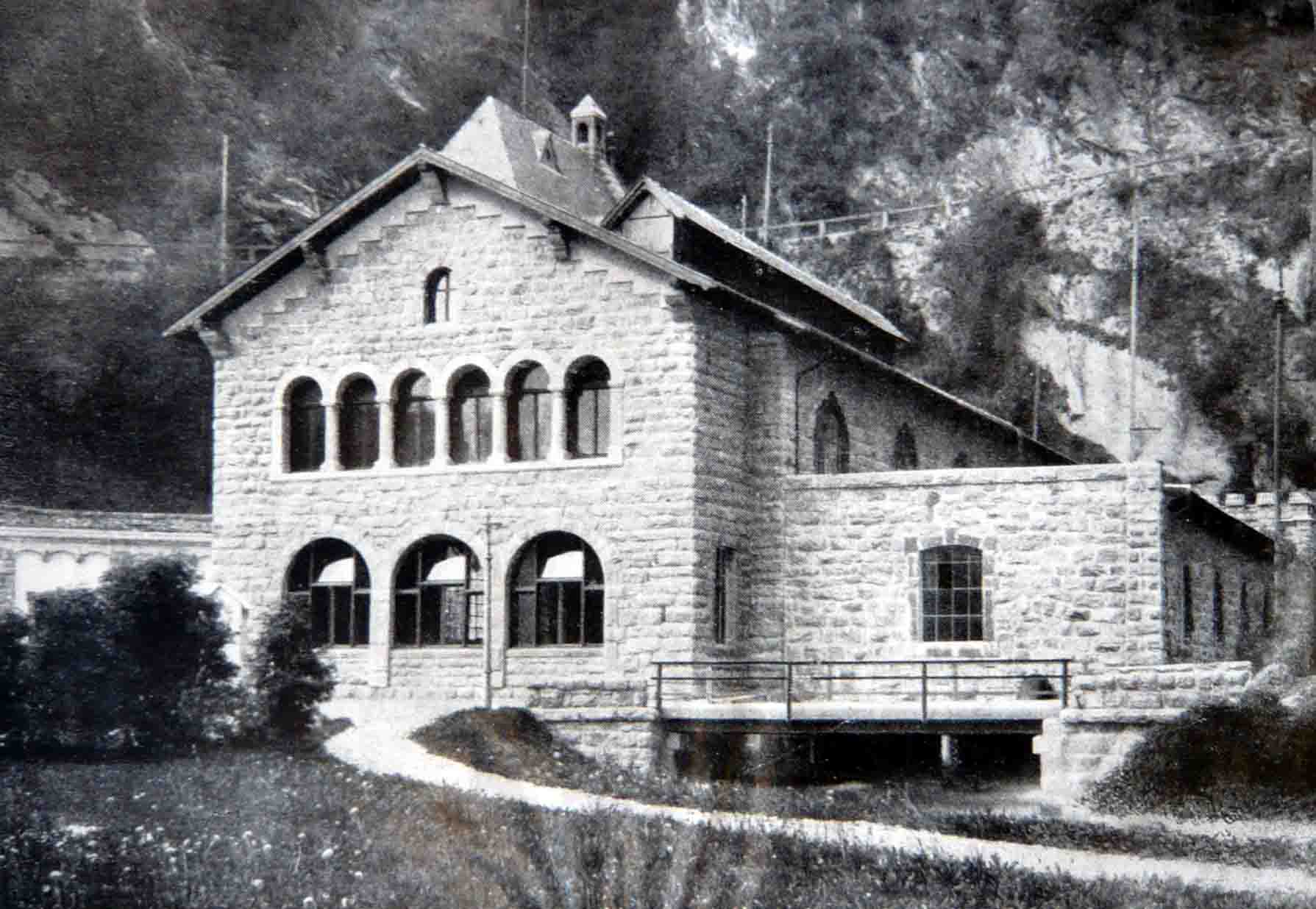
La centrale sul Tel

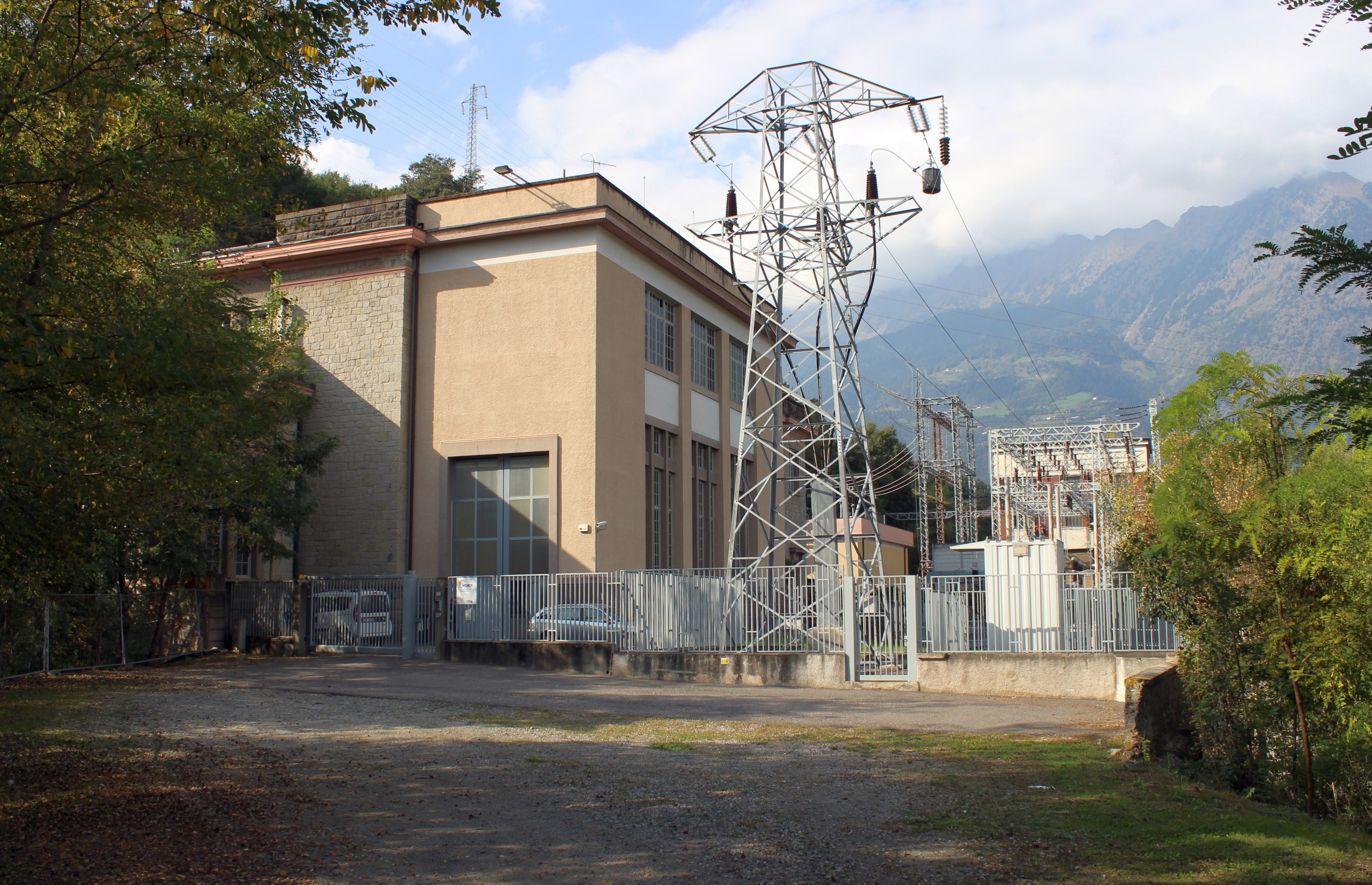
La centrale di Marlengo

L'azienda gestisce svariate centrali idroelettriche in Alto Adige. La centrale idroelettrica Bressanone trae l'acqua dal bacino di Fortezza, alimentato dall'Isarco e dal bacino di Rio di Pusteria, alimentato dalla Rienza.
Quella sul Tel è stata messa in funzione nel 1898, quando è iniziato l'uso dell'energia idroelettrica per la produzione di energia. Il vantaggio iniziale era la fornitura di energia elettrica per la prima illuminazione stradale delle città di Bolzano e Merano. Circa 20 anni dopo fu costruita la centrale idroelettrica di Marlengo.
L'energia dell'Adige può essere utilizzata dagli impianti di Tel e Marlengo grazie allo sfruttamento dei 200 metri di dislivello tra le due centrali.
La centrale idroelettrica di Cardano utilizza l'acqua dell'Isarco e ha un bacino di utenza di circa 4193 km² e produce 600 milioni di kWh di elettricità all'anno.
La centrale idroelettrica di Glorenza viene alimentata dal lago di Resia, costruito tra il 1947 e il 1949; l'acqua già utilizzata viene in parte fatta defluire e in parte trasferita su canali che scorrono in superficie verso un bacino di bilanciamento, e da lì raggiunge l'Adige; il bacino di bilanciamento può regolare l'approvvigionamento idrico della centrale elettrica di Castelbello.

## Teleriscaldamento
Alperia gestisce 6 centrali di teleriscaldamento in Alto Adige.
La centrale di Bolzano sfrutta principalmente l’energia termica proveniente dal termovalorizzatore dei rifiuti solidi urbani.
In prossimità sorge il serbatoio di energia alto oltre 40 metri entrato in servizio nel 2017. Qui vengono immagazzinati circa 5800 m³ di acqua scaldata dal termovalorizzatore garantendo così un accumulo fino a 220 MWh di energia termica.